# Katma
Katma (arab. قطمة) – miejscowość w Syrii, w muhafazie Aleppo. W 2004 roku liczyła 1215 mieszkańców.